# MIK Museum Information Kunst

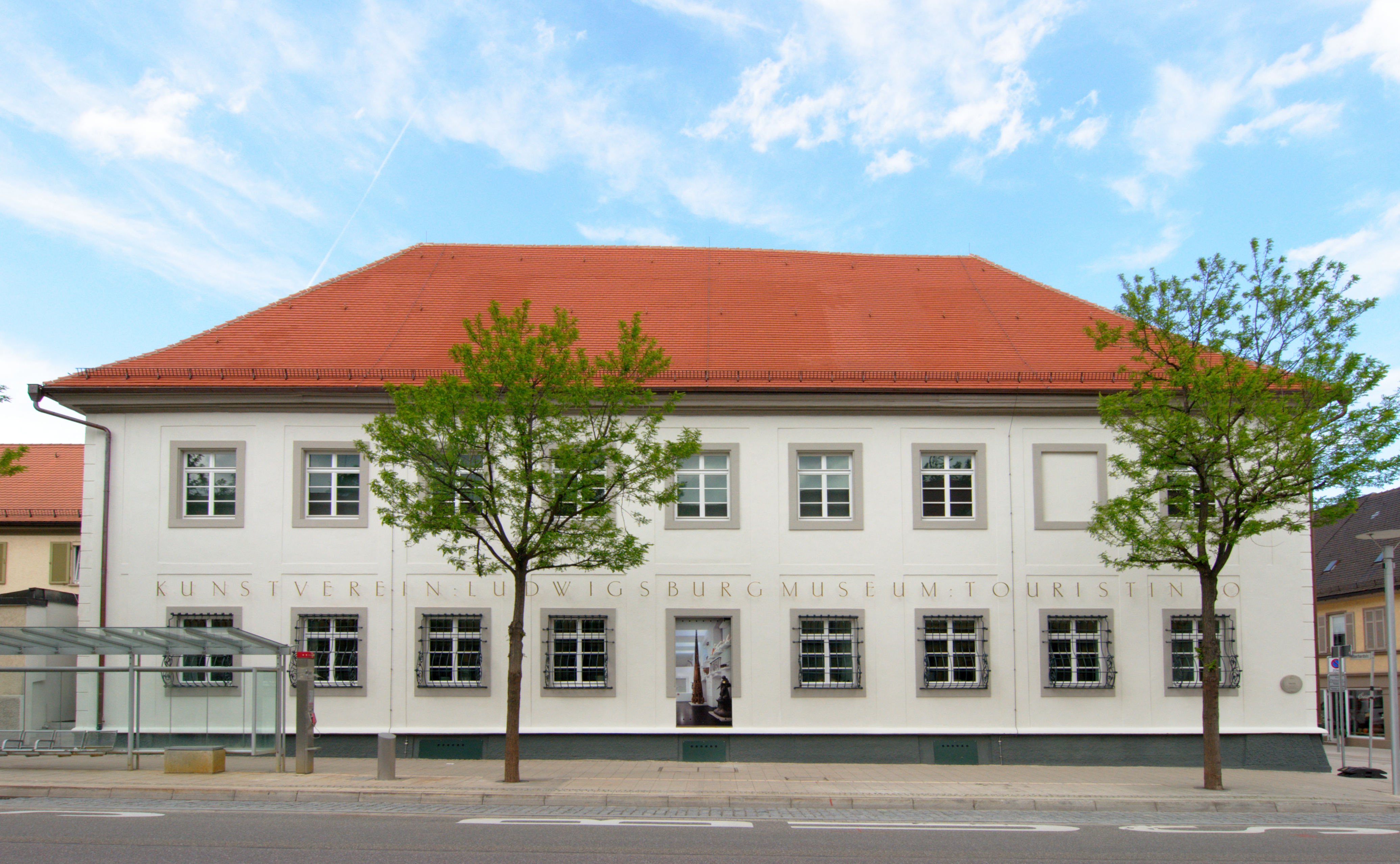
Das Gebäude von der Wilhelmstraße aus gesehen

Das MIK Museum Information Kunst in Ludwigsburg ist ein städtisches Kultur- und Informationszentrum. Es beherbergt in seinen Räumen das Ludwigsburg Museum, den Kunstverein Kreis Ludwigsburg, die Touristinformation der Stadt und ein Café.

## Geschichte
Das Haus wurde 1731 als Verwaltungsbau und Fruchtkasten vom Kirchenrat erbaut. Später diente es als Landvogtei, dann als Wohnhaus des Regierungspräsidenten. Von 1855 bis 1887 nutzten das Postamt und das Zollamt seine Räume. Ab 1890 beherbergte es das Oberamt und bis 1957 das Landratsamt.

## Umbau zum Kultur- und Informationszentrum
Nach Plänen des Architekturbüros Lederer+Ragnarsdóttir+Oei wurde das Gebäude in siebenjähriger Planungs- und Bauzeit umgebaut und mit einem modernen Anbau erweitert. Am 22. November 2011 wurde das Richtfest gefeiert. Der Bau verfügt über 2.300 m² Nutzfläche und 1.270 m² öffentliche Räume. Die Kosten betrugen rund 8,3 Millionen Euro bei einem Förderbudget von 5,5 Millionen Euro.
Am 12. Mai, dem internationalen Museumstag, fand die Eröffnungsfeier statt. Zur Eröffnung präsentierte der Kunstverein die erste Ausstellung des chinesischen Künstlers Liu Bolin in Deutschland. In seiner Fotoserie Hiding in the City passt der Künstler seine eigene Gestalt dem Hintergrund an, so dass sein Körper und der Hintergrund ineinander übergehen. Das Ludwigsburg Museum präsentierte zur Eröffnung in seinem Ausstellungsraum im Untergeschoss eine fotografische Dokumentation von Rainer Walder zur Geschichte des Umbaus.

## Gestaltung

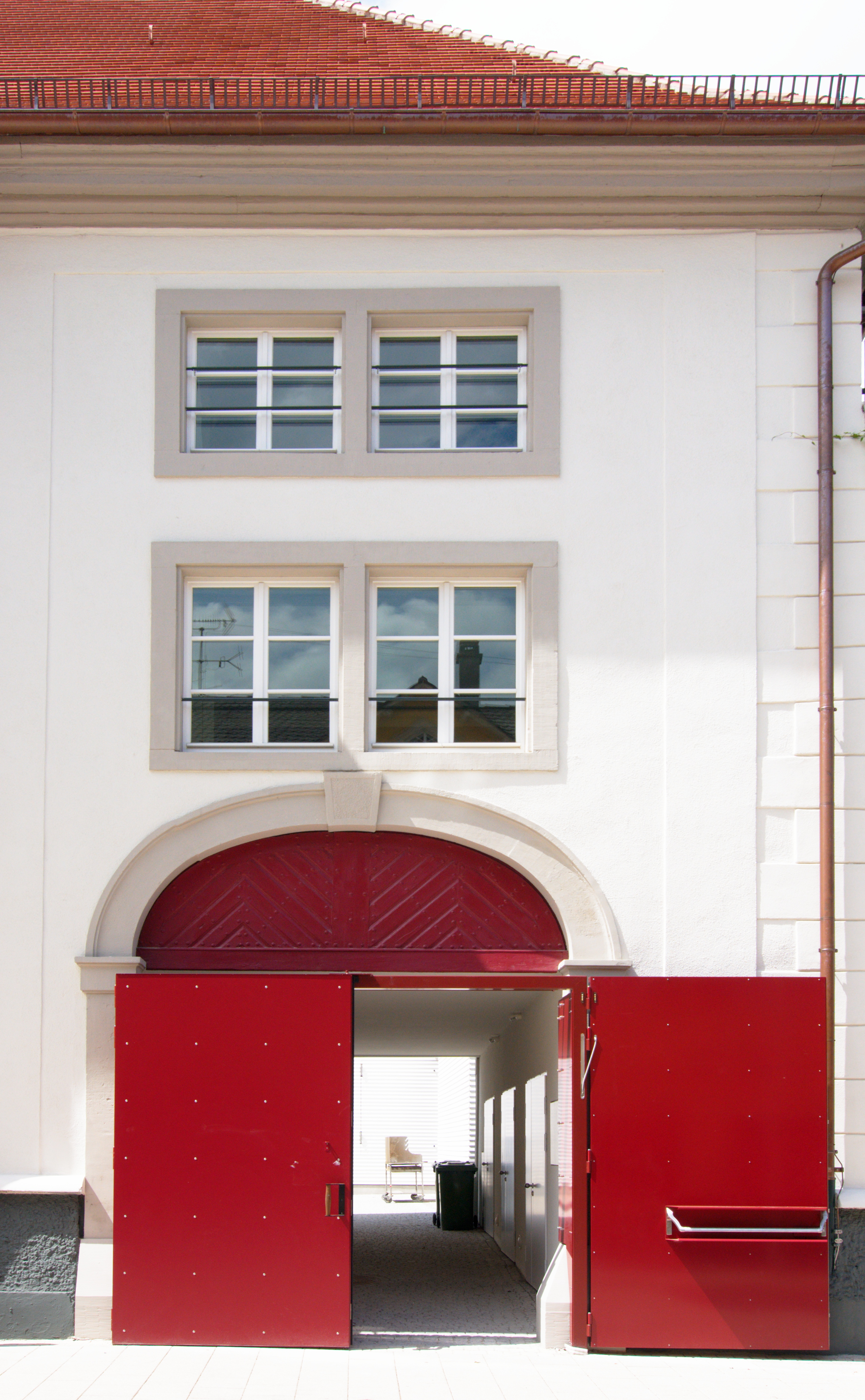
Eingang zum Innenhof in der Eberhardstraße

Die Außenfassade ist weiß gestrichen, in Gegensatz zu den anderen Barockhäusern der Ludwigsburger Innenstadt, deren Fassaden zumeist pastellgelb gehalten sind. Auch die Innenwände sind weiß. Ein hellweißer Anstrich der neu gesetzten Wände kontrastiert mit dem grauweißen, unregelmäßigem Putz der alten Innenmauern. Die Fußböden bestehen aus poliertem schwarzem Asphalt. Den Eingangsbereich dominiert ein hoher, alle Stockwerke umfassender Lichthof.
Ausstellungsstücke an den Wänden dieser Eingangshalle weisen auf Leitthemen der Ludwigsburger Stadtgeschichte hin. Im ersten Stock befindet sich eine Empore und seitlich davon die Räume des Ludwigsburg Museums. Im Untergeschoss befindet sich ein länglicher Gewölbekeller mit barocker Gewölbeform. Er wurde mit einer modernen Belüftungsanlage ausgestattet und wird vom Kunstverein als Ausstellungsraum genutzt. Ein zweiter Raum im Untergeschoss wird vom Museum genutzt. Seine weiße Decke ist wellenförmig gestaltet; die Wellen werden von einem Ende zum anderen immer höher wie Brandungswellen an einem Strand.